# The Affairs of Martha
The Affairs of Martha is een Amerikaanse filmkomedie uit 1942 onder regie van Jules Dassin.

## Verhaal
Wanneer een dienstmeid anoniem in de krant schrijft over de seksuele uitspattingen van haar werkgever, staat de hele stad in rep en roer. Achteraf wordt het meisje verliefd op de man en ze krijgt spijt van haar daad.

## Rolverdeling
| Acteur              | Personage                |
| ------------------- | ------------------------ |
| Marsha Hunt         | Martha Lindstrom         |
| Richard Carlson     | Jeff Sommerfield         |
| Marjorie Main       | Mevrouw McKissick        |
| Virginia Weidler    | Miranda Sommerfield      |
| Spring Byington     | Sophia Sommerfield       |
| Allyn Joslyn        | Joel Archer              |
| Frances Drake       | Sylvia Norwood           |
| Barry Nelson        | Danny O'Brien            |
| Melville Cooper     | Dr. Clarence Sommerfield |
| Inez Cooper         | Mevrouw Jacell           |
| Sara Haden          | Mevrouw Peacock          |
| Margaret Hamilton   | Guinevere                |
| Ernest Truex        | Llewellyn Castle         |
| Cecil Cunningham    | Mevrouw Castle           |
| William B. Davidson | Homer Jacell             |